# Yonas Seleman
Yonas Seleman (21 giugno 1994) è un calciatore eritreo, difensore dell'Adulis Club.

## Carriera

### Club
Ha iniziato a giocare nella stagione 2013-2014 con l'Adulis Club.

### Nazionale
Dal 29 novembre al 5 dicembre 2013 ha giocato 3 partite con la Nazionale eritrea nella Coppa CECAFA 2013.